# منطقه کلان‌شهری ونیز
منطقه کلان‌شهری ونیز یا شهر کلان‌شهری ونیز (به ایتالیایی: Città metropolitana di Venezia) یک منطقه کلان‌شهری در ایتالیا به مرکزیت ونیز است که در ونتو واقع شده‌است. این منطقه ۲٬۴۶۷ کیلومتر مربع مساحت و ۸۵۳٬۷۶۱ نفر جمعیت دارد.